# Sperry Flying Bomb
Летающая бомба Сперри (англ. Sperry «Flying Bomb» — также известна как «Автоматический аэроплан Хьюитта-Сперри») — беспилотный самолёт-снаряд, разработанный по заказу ВМФ США в годы Первой мировой войны. Предназначался для запуска с военных кораблей по площадным береговым объектам (портам и прибрежным городам) на дистанции до 80 км. С 1917 по 1922 год был проведён ряд испытаний, но из-за многочисленных неудач программа была закрыта.

## История
Ещё до начала Первой мировой войны, идея воздушного оружия, управляемого без участия пилота, привлекала внимание конструкторов. В 1849 году, австрийцы пытались использовать для бомбардировки Венеции воздушные шары с часовым механизмом сброса бомб, запускаемые по направлению ветра к осаждённому городу и сбрасывающие на него зажигательные и разрывные боеприпасы. Попытка в целом, оказалась неудачной, но идея создания беспилотного летательного аппарата для поражения целей противника продолжала развиваться.
В 1910 году, американский инженер Элмер А. Сперри, работавший над гироскопическими системами для военных кораблей, предложил использовать вращающийся гироскоп для автоматического управления летящим самолётом. Он рассчитывал, что с помощью адаптации морских гироскопических компасов к самолёту, удастся добиться устойчивого полёта без участия человека. Флот заинтересовался предложением Сперри и в 1913 году провел ряд опытов с гироскопической стабилизацией обычного гидроплана.
В 1914 году, когда в Европе начиналась война, Элмер Сперри и его сын Лоуренс наблюдали за первыми попытками применения боевой авиации. Вернувшись в Америку, Сперри совместно с изобретателем Хьюиттом предложили в 1916 году вниманию флота детально проработанный проект «воздушной торпеды». Сперри предлагал запускать «воздушную торпеду» с борта корабля или с воды в направлении военных кораблей противника — аппарат должен был лететь на малой высоте, автоматически удерживая курс и в расчётный момент времени переходить в планирование, поражая вражеский корабль в борт или в надстройку. Предложение вызвало заметный интерес ВМФ и бюро боеприпасов (англ. Bureau of Ordance), под руководством лейтенанта Т. С. Уилкинсона детально изучило проект и представленный конструкторами образец автопилота. Комиссия сочла, что система не обеспечивает точности, необходимой для попадания даже в неподвижный корабль (не говоря уже о маневрирующем), но представляет определённый интерес в плане возможности бомбардировки береговых объектов. Отношения США и Центральных Держав непрерывно ухудшались, вероятность вступления США в войну была достаточно высока и ВМФ был крайне заинтересован в создании нового оружия, способного обеспечить преимущества в этой и без того уже опрокинувшей все старые доктрины и предположения войне.
Когда США в 1917 году объявили войну Германии, Сперри, поддерживаемый консультационным советом ВМФ, направил своё предложение секретарю по военно-морским делам, с просьбой о выделении 50 тыс. долларов на проведение конструкторских работ. Идея настолько заинтересовала сенаторов, что правительство без колебаний одобрило разработку даже двух видов летающих бомб — управляемой по радио и другой, полностью беспилотной. 17 мая 1917 года, секретариат ВМФ согласился выделить 200 тыс. долларов на проведение экспериментов, а ВМФ предоставил пять летающих лодок Curtiss N-9 для экспериментов с автопилотом.
Эксперименты с автопилотом начались в сентябре 1917 года. Оснащённые автопилотом гидропланы показывали себя в целом, достаточно хорошо. Была продемонстрирована точность достижения заданной точки с отклонением в 3,2 км на дальности в 50 км. Флот счёл эти опыты удачными в достаточной степени, чтобы сразу же после испытаний заказать партию из шести образцов «летающих бомб» на фирме «Кёртисс».

## Конструкция
«Летающая бомба Сперри» была довольно крупным цельнодеревянным бипланом, с решетчатым хвостом и тянущим двухлопастным пропеллером. В движение её приводил поршневой двигатель Curtiss OX-5, мощностью в 100 лошадиных сил. При размахе крыла около 7,6 метра и массе 680 килограммов, «бомба» могла лететь со скоростью до 145 км/ч на расстояние до 80 километров.
В корпусе «летающей бомбы» должен был размещаться заряд взрывчатого вещества массой около 450 кг (1000 фунтов). Управление бомбой осуществлялось с помощью двух механических гироскопов: один стабилизировал бомбу в полёте (по крену), другой удерживал её на заданном курсе. Для регулировки высоты полёта, бомба была оснащена барометрическим альтиметром, предварительно выставляемым (до запуска) на определённое фиксированное значение.
Никаких предварительных продувок моделей в аэродинамической трубе или иных мероприятий характерных для стадии отработки летательных аппаратов не выполнялось.

## Испытания
Первая попытка запустить «бомбу» была предпринята в ноябре 1917 года. Для её старта Сперри использовал первоначально подвеску бомбы на длинном, натянутом между столбами тросе. Бомба скользила по тросу, имевшему уклон вниз по склону холма и набрав достаточную скорость, отсоединялась от него. В ноябре-декабре 1917 года, были проведены три попытки запуска, но все они оказались безуспешными, в основном, из-за проблем с механизмом запуска.
Отказавшись от троса, Сперри решил вернуться к ранее предложенной (но отвергнутой в пользу «простого» решения) гравитационной катапульте. Теперь «бомбы» должны были запускаться с рельсовой тележки, двигающейся по рельсам длиной 46 метров при помощи троса, натягиваемого через механическую передачу трёхтонным грузом, падающим с девятиметровой башни. Несколько практических проверок показали работоспособность такой системы, но попытка запустить, собственно, «бомбу», опять завершилась неудачей: при запуске аппарат соскочил с тележки, зацепился за рельс и повредил пропеллер.
Наконец, после длительных экспериментов, в январе 1918 года Сперри удалось поднять «бомбу» в воздух. Но полёт продлился лишь несколько секунд: бомба потеряла управление и упала. Стало ясно, что без пилотируемых испытаний отработать механизм невозможно, два образца бомбы были оснащены креслом пилота и примитивными приборами управления, контролировать которые решил сам Сперри. Один из этих образцов разбился сразу после старта (изобретатель не пострадал), но второму удалось совершить пилотируемый полёт на небольшую дистанцию.
Решив отработать аэродинамику и систему управления бомбы, Сперри установил её на корпусе автомобиля компании «Marmon». На ровной трассе, машина разгонялась до 130 километров в час и набегающий поток воздуха взаимодействовал с аэродинамическими плоскостями «бомбы» примерно так же, как и в случае настоящего полёта. С помощью этой испытательной платформы, Сперри удалось решить ряд проблем с регулировкой автопилота и в конечном итоге, 6 марта 1918 года, именно с разогнавшегося «Marmon» бомба была запущена в свой первый удачный полёт. В ходе этого испытания, снаряд стабильно пролетел 910 метров, став первым беспилотным аппаратом совершившим управляемый полёт.
Сперри продолжал испытания летающих бомб до сентября 1918 года, когда в результате аварий были окончательно израсходованы все изготовленные снаряды. На изготовление новой партии флот денег не выделил, не удовлетворенный результатами. Сперри пришлось вернуться к опытам с модернизированными летающими лодками N-9, и в октябре одна из них (с смонтированным автопилотом) была поднята в воздух без пилота на борту. Автопилот работал отлично, стабилизировав машину в воздухе, но таймерное устройство, которое должно было направить летающую лодку вниз после достижения расчетной дистанции в 12800 метров, не сработало. N-9 продолжала полет по заданному курсу, до тех пор пока не исчезла из виду над океаном.

## Последующие эксперименты
После окончания войны, флот, тем не менее, сохранил интерес к программе. Финансирование проекта продолжалось до 1922 года, но неспособность автоматики тогдашнего времени обеспечить полностью стабильный полет привела к тому, что в итоге проект был закрыт.

## Лётно-технические характеристики
Источник: Werrell, Kenneth P. The Evolution of the Cruise Missile.  — Maxwell Air Force Base, Alabama: Air University Press, 1985. — P. 235 — 289 p.
- Размах крыльев — 7620 мм (25 футов)
- Длина — 4572 мм (15 футов)
- Масса боевой части — 453,6 кг (1000 фунтов)
- Марка двигателя — OX-5
- Мощность двигателя — 100 амер. л.с.
- Маршевая скорость — 145 км/ч (90 миль в час)